# Tres pájaros
Tres pájaros es una película de Argentina filmada en colores dirigida por Carlos Jaureguialzo sobre su propio guion escrito en colaboración con Marcela Silva y Nasute y Guillermo Varela que se estrenó el 31 de octubre de 2002 y tuvo como actores principales a Daniel Kuzniecka, Isabel Achával, Manuel Vicente y Duilio Marzio.

## Sinopsis
Gustavo es un joven y brillante ejecutivo que es enviado a un lejano pueblo de Salta con un maletín lleno de dinero con la misión de indemnizar a los trabajadores de una mina. En forma imprevista debe detenerse en un hotel de baja categoría en el que se hospedan la bella joven Mariel, un individuo de baja catadura Salinas y un cómplice de ambos, que están esperando un importante cargamento de drogas. Gustavo se encuentra entonces con un escenario inesperado y sin entender mucho lo que sucede.

## Reparto
Participaron del filme los siguientes intérpretes:
- Daniel Kuzniecka... Gustavo Freire
- Isabel Achával... Mariel
- Manuel Vicente...Salinas
- Duilio Marzio...Gregorio Rellán
- Gastón Tejada Pérez...Mamani
- Carlos Páez... El boliviano
- Pablo Tapia...Mario
- Osqui Guzmán...Soldado
- Horacio Roca... Molina
- Boy Segovia ...Agenciero
- Daniel Clavijo...Hombre de la D.E.A.
- Hugo Quirir
- Camilo Gómez
- Lucrecia Capello

## Comentarios
Adolfo C. Martínez en La Nación escribió:

”
La trama anuda lo policial con lo erótico, con toques de suspenso…. Pero la historia adolece de algunos elementos demasiado convencionales. Muchas de las situaciones son inverosímiles…a estas deficiencias… hay que añadir una desteñida pintura de personajes y un final tan rebuscado como incomprensible. Pese a estos errores de guión, "Tres pájaros" deja entrever que Jaureguialzo posee sólidas nociones…"Tres pájaros" queda como un intento de cine policial aderezado con sexo”.